# هاولرویک
هاولروایک (به هلندی: Haulerwijk) یک منطقهٔ مسکونی در هلند است که در اوست‌استلینگ‌ورف واقع شده‌است. هاولروایک ۳٬۲۱۴ نفر جمعیت دارد.